# Führungsunterstützung (Katastrophenschutz)

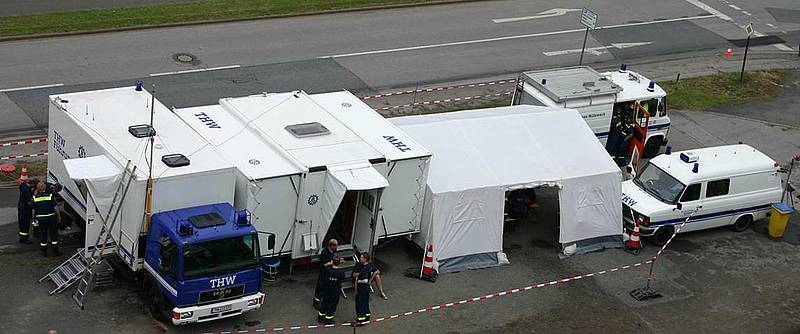
Führungsstelle im Verfügungsraum Dortmund, bei der Fußball-WM 2006

Unter Führungsunterstützung (kurz: FüUst) versteht man eine Facheinheit im zivilen Katastrophenschutz, welche die Einsatzleitung bei ihrer Arbeit unterstützt. Sie hat oft reine Assistenz-Aufgaben (Funken, Dokumentieren u. a.) und besteht dann primär aus Fernmeldern mit Fachausbildung in Information und Kommunikation (IuK), es können jedoch auch andere Kräfte hinzukommen. Eine andere Form der Unterstützung sind der Einsatzleitung untergeordnete Führungsaufgaben mit eigenem Verantwortungsbereich oder auch Stellvertreterfunktion.

## Beispiele
Die Beispiele sind geordnet nach Stärke der Taktischen Einheit. Wohin der Melder in einer Gruppe den Führer unterstützt, sind dies beim Zug der Zugtrupp und bei Verbandsstärke weitere – je nach Bundesland verschiedene – Einrichtungen.

### Melder
Der Melder (Me) übernimmt in einer Gruppe Aufgaben (z. B. Lagefeststellung und Informationsübertragung), die den Gruppenführer entlasten und als Führungsunterstützung im weitesten Sinne zu qualifizieren sind.

### Zugtrupp
Der Zugtrupp unterstützt den Zugführer bei seiner Führungsarbeit. Geleitet wird der Zugtrupp vom Zugtruppführer, der meist auch als Stellvertreter des Zugführers dient und eine entsprechende Ausbildung benötigt.
Der Zugtrupp besteht neben dem Zugtruppführer meist aus einer (kleinen) Anzahl von Sprechfunkern, Fernmeldern und Kraftfahrern, ggf. auch einem Kradfahrer. Einzelne Mitglieder des Zugtrupps können auch mehrere dieser Rollen innehaben (z. B. „Sprechfunker und Kraftfahrer“).

### Führungsunterstützung bei Verbänden

#### Technische Einsatzleitung
Bei Katastrophen und Großschadenslagen (insbesondere wenn Verbände eingesetzt werden) unterstützt in den meisten Ländern die Technische Einsatzleitung (TEL) durch den Aufbau der notwendigen Führungsinfrastruktur und Kommunikation die Einsatzleitung. Teilweise werden ergänzend oder alternativ zur TEL spezielle Fernmeldedienste bzw. -züge (auch IuK-Einheiten genannt) für das Aufbauen und den Betrieb von Telekommunikationssystemen eingesetzt.

#### Führungsunterstützung in Bayern
In Bayern existieren keine Technische Einsatzleitungen. Die entsprechenden Aufgaben werden je Kreis durch die Unterstützungsgruppe Örtliche Einsatzleitung (UG ÖEL) übernommen, welche den Örtlichen Einsatzleiter (ÖEL) unterstützt. Für den Bereich Sanitäts-, Betreuungs-, Verpflegungs- und Rettungsdienst existiert zusätzlich zur Entlastung der Leitenden Notärzte und Organisatorischen Leiter und eigenverantwortlichen Führung der genannten Abschnitte eine Unterstützungsgruppe Sanitätseinsatzleitung (UG SanEL). Zudem werden in jeder Kreisverwaltungsbehörde Kommunikationsgruppen Führung (KomFü) gebildet, welche zur FüGK gehören und die Kommunikation per Sprechfunk im verwaltungstechnischen Stab des Katastrophenschutzes sicherstellen.